# Colobostema picticornis
Colobostema picticornis är en tvåvingeart som först beskrevs av Edwards 1931.  Colobostema picticornis ingår i släktet Colobostema och familjen dyngmyggor. Inga underarter finns listade i Catalogue of Life.